# Seznam kanadskih smučarskih skakalcev
Seznam kanadskih smučarskih skakalcev.

## B
- Natasha Bodnarchuk
- Mackenzie Boyd-Clowes
- Horst Bulau

## C
- Steve Collins

## E
- Natalie Eilers

## H
- Taylor Henrich

## K
- Dusty Korek

## L
- Nata De Leeuw
- Alexandria Loutitt
- Zoya Lynch

## M
- Joshua Maurer
- Nicole Maurer
- Charlotte Mitchell
- Eric Mitchell
- Trevor Morrice

## R
- Stefan Read
- Matthew Rowley

## S
- Jasmine Sepandj
- Matthew Soukup
- Abigail Strate

## T
- Atsuko Tanaka

## W
- Katie Willis